# (172460) 2003 RT11
172460 (2003 RT11) là một tiểu hành tinh vành đai chính được phát hiện ngày 15 tháng 9 năm 2003 bởi James Whitney Young ở Đài thiên văn Núi bàn gần Wrightwood, California.